# (279037) Utezimmer
(279037) Utezimmer ist ein im mittleren Hauptgürtel gelegener Asteroid. Der Himmelskörper wurde von dem deutschen Amateurastronomen Erwin Schwab am 8. November 2008 am Tzec Maun Observatory (IAU-Code H10) entdeckt. Das Observatorium befindet sich in Mayhill, New Mexico und konnte von Erwin Schwab von Frankfurt am Main aus ferngesteuert verwendet werden. Sichtungen des Asteroiden hatte es vorher schon am 18. und 19. Dezember 2004 unter der vorläufigen Bezeichnung 2004 YQ15 am Mount-Lemmon-Observatorium im Rahmen des Mount Lemmon Surveys in Arizona gegeben.
Mittlere Sonnenentfernung (große Halbachse), Exzentrizität und Neigung der Bahnebene des Asteroiden entsprechen grob der Dora-Familie, einer Gruppe von Asteroiden, die nach (668) Dora benannt ist.
(279037) Utezimmer wurde am 13. Juni 2022 nach der deutschen Amateurastronomin Ute Zimmer (* 1964) benannt, die als Asteroidenentdeckerin bekannt ist. Den Asteroiden (343000) Ijontichy zum Beispiel entdeckte sie gemeinsam mit Erwin Schwab. In der Widmung der Benennung besonders hervorgehoben wurde der von ihr gemeinsam mit Erwin Schwab und Rainer Kling entdeckte Apollo-Asteroid 2009 DM45, der auch ein potenziell gefährlicher Asteroid ist.